# زاستاوا آرمس
زاستاوا آرمس (صربی: Застава oружје) شرکت دولتی صنایع جنگ‌افزاری صربستانی است، که در سال ۱۸۵۳ تأسیس شد.